# Sabre de Moscou
Le Sabre de Moscou (en russe : Московская Сабля) est une compétition d'escrime de niveau international, comptant pour la Coupe du monde d'escrime, qui se déroule annuellement dans la ville de Moscou, Russie. C'est un des trois Grand Prix de sabre de la saison.

## Historique
La compétition fut fondée en 1973 et rassemblait les meilleurs sabreurs issus de l'Union soviétique et de ses pays satellites. Avec l'ouverture de la compétition, des tireurs d'Europe occidentale viennent conquérir le podium de la compétition, mais trois seuls se hissent sur la plus haute marche du podium homme et femme : les Italiens Tonhi Terenzi en 1995, Gioia Marzocca en 2005 et Luca Curatoli en 2017. Le palmarès du tournoi traduit cette prédilection de l'Europe de l'est pour le sabre et son internationalisation en Asie dans les années 2000, avec les victoires d'escrimeurs coréens et de sabreuses chinoises dans les épreuves individuelles.

## Palmarès
| Éd.  | Vainqueurs           | Vainqueurs       | Vainqueurs           | Vainqueurs  |
| Éd.  | Messieurs            | Messieurs        | Dames                | Dames       |
| Éd.  | Individuel           | Par équipes      | Individuel           | Par équipes |
| ---- | -------------------- | ---------------- | -------------------- | ----------- |
| 2019 | Boladé Apithy        | Non disputé      | Sofia Velikaïa       | Non disputé |
| 2018 | Oh Sang-uk           | Non disputé      | Sofia Velikaïa       | Non disputé |
| 2017 | Luca Curatoli        | Non disputé      | Charlotte Lembach    | Non disputé |
| 2016 | Kim Jung-hwan        | Non disputé      | Olha Kharlan         | Non disputé |
| 2015 | Tiberiu Dolniceanu   | Non disputé      | Olha Kharlan         | Non disputé |
| 2014 | Tiberiu Dolniceanu   | Russie           | Ekaterina Diatchenko | Non disputé |
| 2013 | Nikolay Kovalev      | Hongrie          | Olha Kharlan         | Non disputé |
| 2012 | Nikolay Kovalev      | Chine            | Sofia Velikaïa       | Non disputé |
| 2011 | Gu Bon-gil           | Russie           | Sofia Velikaïa       | Non disputé |
| 2010 | Zsolt Nemcsik        | France           | Bao Yingying         | Russie      |
| 2009 | Aleksey Yakimenko    | Hongrie          | Olha Kharlan         | Russie      |
| 2008 | Stanislav Pozdniakov | Non disputé      | Ekaterina Diatchenko | Non disputé |
| 2007 | Aleksey Frosin       | Non disputé      | Tan Xue              | Non disputé |
| 2006 | Aleksey Yakimenko    | Non disputé      | Ekaterina Diatchenko | Russie      |
| 2005 | Aleksey Yakimenko    | Non disputé      | Gioia Marzocca       | Russie      |
| 2004 | Aleksey Diatchenko   | Non disputé      | Elena Nechaeva       | États-Unis  |
| 2002 | Sergueï Sharikov     | Non disputé      | Elena Nechaeva       | France      |
| 2001 | Mihai Covaliu        | Non disputé      | Non disputé          | Non disputé |
| 2000 | Stanislav Pozdniakov | Non disputé      | Non disputé          | Non disputé |
| 1999 | Stanislav Pozdniakov | Non disputé      | Non disputé          | Non disputé |
| 1998 | Vadym Gutzeit        | Non disputé      | Non disputé          | Non disputé |
| 1997 | Stanislav Pozdniakov | Pologne          | Non disputé          | Non disputé |
| 1996 | Stanislav Pozdniakov | Hongrie          | Non disputé          | Non disputé |
| 1995 | Tonhi Terenzi        | Non disputé      | Non disputé          | Non disputé |
| 1994 | Stanislav Pozdniakov | Non disputé      | Non disputé          | Non disputé |
| 1992 | Grigori Kirienko     | France           | Non disputé          | Non disputé |
| 1990 | Vadym Gutzeit        | Union soviétique | Non disputé          | Non disputé |
| 1989 | Andreï Alchan        | Hongrie          | Non disputé          | Non disputé |
| 1988 | Georgy Pogosov       | Union soviétique | Non disputé          | Non disputé |
| 1987 | Sergueï Koriachkine  | Union soviétique | Non disputé          | Non disputé |
| 1986 | Vasil Etropolski     | Italie           | Non disputé          | Non disputé |
| 1985 | Georgy Pogosov       | Moscou           | Non disputé          | Non disputé |
| 1984 | György Nébald        | Moscou           | Non disputé          | Non disputé |
| 1983 | Georgy Pogosov       | Union soviétique | Non disputé          | Non disputé |
| 1982 | Sergueï Kazokine     | Union soviétique | Non disputé          | Non disputé |
| 1981 | Imre Gedővári        | Hongrie          | Non disputé          | Non disputé |
| 1980 | Imre Gedővári        | Union soviétique | Non disputé          | Non disputé |
| 1979 | Mikhaïl Bourtsev     | Union soviétique | Non disputé          | Non disputé |
| 1978 | Vladimir Nazlymov    | Hongrie          | Non disputé          | Non disputé |
| 1977 | Viktor Sidyak        | Hongrie          | Non disputé          | Non disputé |
| 1976 | Edouard Vinokourov   | Union soviétique | Non disputé          | Non disputé |
| 1975 | Viktor Sidyak        | Hongrie          | Non disputé          | Non disputé |
| 1974 | Viktor Sidyak        | Union soviétique | Non disputé          | Non disputé |
| 1973 | Dan Irimiciuc        | Non disputé      | Non disputé          | Non disputé |